# Eamon Ryan
Eamon Michael Ryan (Dublín, 28 de julio de 1963) es un político irlandés del Partido Verde que ejerce como Ministro de Medio Ambiente, Clima y Comunicaciones y Ministro de Transporte desde junio de 2020, y líder del Partido Verde desde 2011 hasta 2024, tras su retirada de los cargos que ostentaba en el partido. Fue Teachta Dála (TD) por el distrito electoral de Dublín Bahía Sur desde 2016, y anteriormente también lo fue de 2002 a 2011 para el distrito electoral de Dublín Sur. Se desempeñó con anterioridad como Ministro de Comunicaciones, Energía y Recursos Naturales de 2007 a 2011.

## Vida personal
Ryan nació en Dublín en 1963 y creció en Dundrum, donde sigue viviendo con su familia. Fue educado en Gonzaga College y estudió en la  Universidad Colegio Dublín, donde se graduó con una licenciatura en Comercio. Fue director del Programa de Desarrollo de Marketing de la UCD de 1985 a 1986 y, tras tres años de emigración y desempleo, en 1989 fundó Cycling Safaris, una empresa que organiza vacaciones en bicicleta en Irlanda y Europa. Se casó con la autora y periodista Victoria White en 1998 y tienen cuatro hijos.

## Carrera política
Ocupó un cargo político por primera vez en 1998, cuando fue elegido miembro del Ayuntamiento de Dublín. Encabezó las encuestas en las elecciones locales de 1999 en el área electoral local de Rathmines. De 1995 a 2002, formó parte del comité asesor de la Oficina de Transporte de Dublín. En las elecciones generales de 2002, fue elegido por primera vez para el Dáil Éireann como TD del Partido Verde para el distrito electoral de Dublín Sur. Se desempeñó como Portavoz del Partido Verde para Transporte, Empresas, Comercio y Empleo y Comunicaciones, Recursos Marinos y Naturales durante el 29º Dáil.
En 2003, Ryan protestó por el uso del aeropuerto de Shannon por parte del ejército estadounidense para el transporte de combatientes y armas, en violación de la neutralidad de Irlanda.
Anunció el 13 de septiembre de 2004 que tenía la intención de buscar la nominación de su partido para ser candidato en las elecciones presidenciales de 2004 . Sin embargo, cuando se anunció que la titular, Mary McAleese, buscaba un segundo mandato, se retiró. Su campaña también se vio afectada por su admisión del consumo de cannabis, una droga ilegal.

### Primer mandato en el Gobierno: 2007-2011

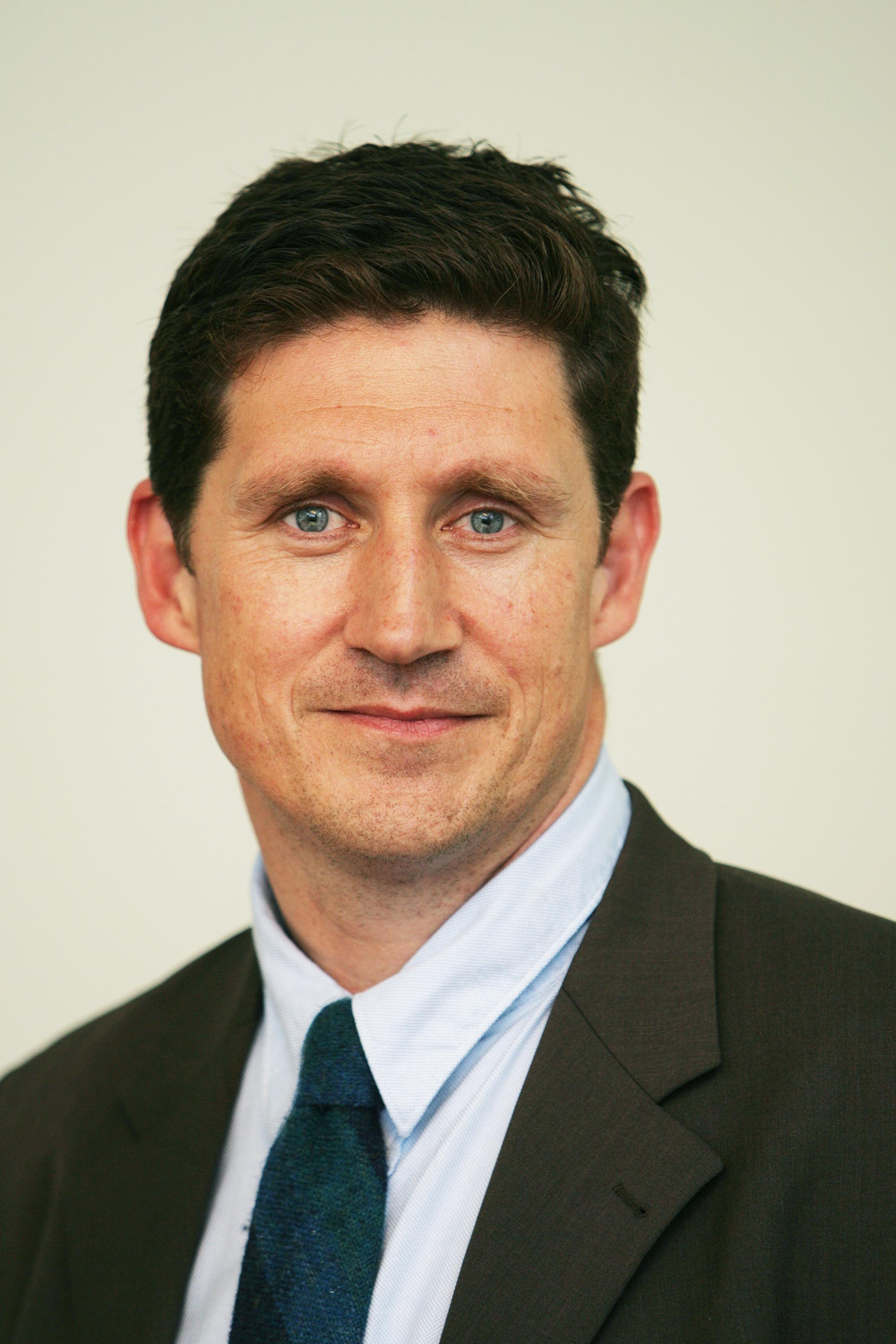
Ryan en 2007

Fue reelegido miembro del Dáil en las elecciones generales de 2007 celebradas el 24 de mayo. El 13 de junio, el Partido Verde votó a favor de formar un gobierno de coalición con Fianna Fáil y los Demócratas Progresistas. Ryan fue nombrado miembro del gabinete por el Taoiseach Bertie Ahern, como Ministro de Comunicaciones, Energía y Recursos Naturales cuando se reunió el 30º Dáil al día siguiente.
Como ministro, afirmó que sus prioridades serían mejorar los cambios que se están produciendo en el sector energético irlandés, con especial énfasis en ayudar a la adaptación de las energías renovables y la modernización de los edificios . También pretendía mejorar la infraestructura de comunicaciones donde Irlanda se había quedado atrás de otros países. Durante su mandato, la capacidad eólica instalada en Irlanda se duplicó y, en 2010, la energía diaria promedio derivada de fuentes renovables (como porcentaje de la demanda total) había aumentado al 17%, alcanzando un máximo del 42%.También comprometió a Irlanda con el programa europeo Super Grid en 2009 y anunció importantes inversiones gubernamentales en proyectos de investigación de energía marina.Se ampliaron los planes gubernamentales para la modernización de la energía en los hogares a medida que aumentaba su utilización,se completó el Plan Nacional de Banda Ancha,  se lanzó un Plan de Banda Ancha para las Escuelas,y se anunció una iniciativa nacional de puntos de recarga y vehículos eléctricos en conjunto con la ESB Electric Ireland y Peugeot Citroën, que fue implantado posteriormente por el nuevo gobierno.
Ryan dimitió como Ministro de Comunicaciones, Energía y Recursos Naturales el 23 de enero de 2011, cuando el Partido Verde se retiró del gobierno.Al día siguiente, ayudó a negociar un acuerdo con Fine Gael y el Partido Laborista que aseguró la aprobación del proyecto de ley de Finanzas de 2011, antes de la celebración de las elecciones generales del 25 de febrero de 2011. Perdió su escaño en las elecciones y recibió el 6,8% de los votos.

### En la oposición: 2011-2020
Fue uno de los tres candidatos que participaron en las siguientes elecciones de liderazgo del Partido Verde de mayo de 2011. Fue elegido líder el 27 de mayo de 2011, sucediendo a John Gormley.El partido no tenía representación en el Oireachtas cuando asumió el liderazgo.
Fue candidato del Partido Verde en el distrito electoral de Dublín en las elecciones al Parlamento Europeo de 2014, pero no fue elegido. Fue elegido TD para el distrito electoral de Dublín Bahía Sur en las elecciones generales de 2016, junto con la líder adjunta Catherine Martin, quien consiguió un escaño en Dublin Rathdown. El regreso de los Verdes al Dáil tras su eliminación en 2011 fue la primera vez en la historia de las elecciones irlandesas que un partido político pudo sobrevivir perdiendo todos sus TD.
En febrero de 2020, el Partido Verde obtuvo su mejor resultado electoral en las elecciones generales de ese año, y el partido aumentó su representación en el Dáil a 12 TD.Ryan fue reelegido en el distrito electoral Dublín Bahía Sur, encabezando la encuesta con el 22,4% de los votos de primera preferencia.

### Segundo mandato en el Gobierno: 2020-2024
El 27 de junio de 2020, tras 139 días de negociaciones, los miembros de Fianna Fáil, Fine Gael y el Partido Verde votaron a favor de entrar juntos en el gobierno como coalición.Existía la preocupación de que la propuesta no fuera aceptada por los miembros Verdes, ya que requería que fuera aprobada con el 66% de los miembros a favor.Sin embargo, al final el 76% de los miembros del Partido Verde votaron a favor del acuerdo.Las reglas del Partido Verde exigen una elección de liderazgo dentro de los seis meses posteriores a las elecciones generales en Irlanda.Ryan y la líder adjunta Catherine Martin buscaron la reelección, lo que llevó a las elecciones de liderazgo del Partido Verde de 2020.Se consideraba que Ryan representaba a la "Vieja Guardia" moderada que estaba a favor de entrar en el gobierno, mientras que Martin representaba a miembros más jóvenes y radicales del Partido Verde, reticentes de trabajar con Fianna Fáil o Fine Gael.
Al ingresar al gobierno, Ryan fue nombrado Ministro de Medio Ambiente, Clima y Comunicaciones y Ministro de Transporte.
Como Ministro de Medio Ambiente, Clima y Comunicaciones, Ryan encargó la construcción de nueve nuevas centrales eléctricas de gas para evitar el riesgo de cortes de electricidad.
El 23 de julio de 2020, Ryan fue reelegido líder del Partido Verde, derrotando a la líder adjunta Catherine Martin por 994 votos (51,24%) contra 946 (48,76%).
En junio de 2021, Ryan recibió el premio Green Leader.
El 17 de diciembre de 2022, fue renovado para los mismos cargos en el gobierno tras el nombramiento de Leo Varadkar como Taoiseach. El 9 de abril de 2024 ocurrió lo mismo tras el nombramiento de Simon Harris.
El 18 de junio de 2024, vistos los malos resultados del Partido Verde en las elecciones locales y europeas, anunció su retirada del liderazgo de su partido y su intención de no presentarse a las siguientes elecciones generales de noviembre.